# Kamov Ka-226
Le Kamov Ka-226 est un hélicoptère léger polyvalent russe bimoteur. Le Ka-226 dispose d'une nacelle de mission interchangeable plutôt qu'une cabine conventionnelle, permettant l'utilisation de diverses configurations de transport ou d'équipement. 
Le Ka-226 est entré en service en 2002. 
Les variantes du Ka-226 portent l'appellation OTAN Hoodlum.

## Développement
Une version à deux turbines du Kamov Ka-26 à moteur alternatif (le Kamov Ka-126 (en) étant la version à turbine unique), le Ka-226, est annoncée en 1990. 
Initialement développé pour répondre aux exigences du ministère russe des Situations d'urgence, l'hélicoptère a volé pour la première fois le 4 septembre 1997. La certification des transports russes AP-29 "A" et "B" a été accordée le 31 octobre 2003. À l'issue, le Ka-226 est entré en production à "Motor Sich", Zaporozhye, Ukraine.
En décembre 2014, l'Inde annonce avoir trouvé un accord avec la fédération de Russie pour produire sur son territoire des Mi-17 et des Ka-226T.   ous contrat avec le ministère russe de la Défense, Kumertau Aviation Production Enterprise a achevé la production d'un lot de 80 KA-226, livré au client le 17 avril 2015. 
En avril 2015, la certification de l'hélicoptère léger multirôle Ka-226T alimenté par les moteurs Turbomeca Arrius 2G (France) a été réalisée avec succès en Russie. Deux hélicoptères Ka-226T ont pris part au programme d'essais en vol. La version du Ka-226T propulsée par les moteurs Turbomeca Arrius 2G offre de bien meilleures performances que les Ka-226 de série propulsés par les moteurs Allison 250-C20/2.
Les hélicoptères ont été livrés au Service fédéral de sécurité de la fédération de Russie (au moins six appareils), au ministère de l'Intérieur russe (11 appareils), aux Forces aériennes russes (un total de 36 hélicoptères devrait être livré) et au ministère ukrainien des Situations d'urgence (1 hélicoptère). 
Fin mars 2017, la marine russe a reçu ses deux premiers Ka-226T et la livraison des six hélicoptères commandés fut achevée en avril 2018,. 
La Russie a publié en mars 2018 un supplément au certificat de l'hélicoptère qui lui permet de fonctionner à haute température. 
L'entreprise devrait prochainement [Quand ?]commencer la fabrication de 18 hélicoptères Ka-226TG pour Gazpromavia.
Après la sélection du Ka-226T pour répondre à l'appel d'offres indien de 197 hélicoptères, un accord a été signé en décembre 2015 pour la création d'une coentreprise entre Rostec, Hélicoptères de Russie et Hindustan Aeronautics pour construire les appareils dans une nouvelle usine située à Tumakuru en Inde. Les livraisons auraient dû commencer en 2019, mais cela ne s'est pas concrétiser, ainsi que la production sous licence. Mais semble être annulé, l'Inde choisissant finalement le HAL Light Observation Helicopter en 2023.
La production démarre en 2019 à l’usine d’Hélicoptères de Russie, à Oulan-Oude en Sibérie ; le prototype est présenté le 5 septembre lors d'un forum à Vladivostok.
Les sanctions contre la Russie à la suite de son invasion de l'Ukraine interdisent l'emploi de moteurs et composants occidentaux dans les programmes aéronautiques russes.

## Conception

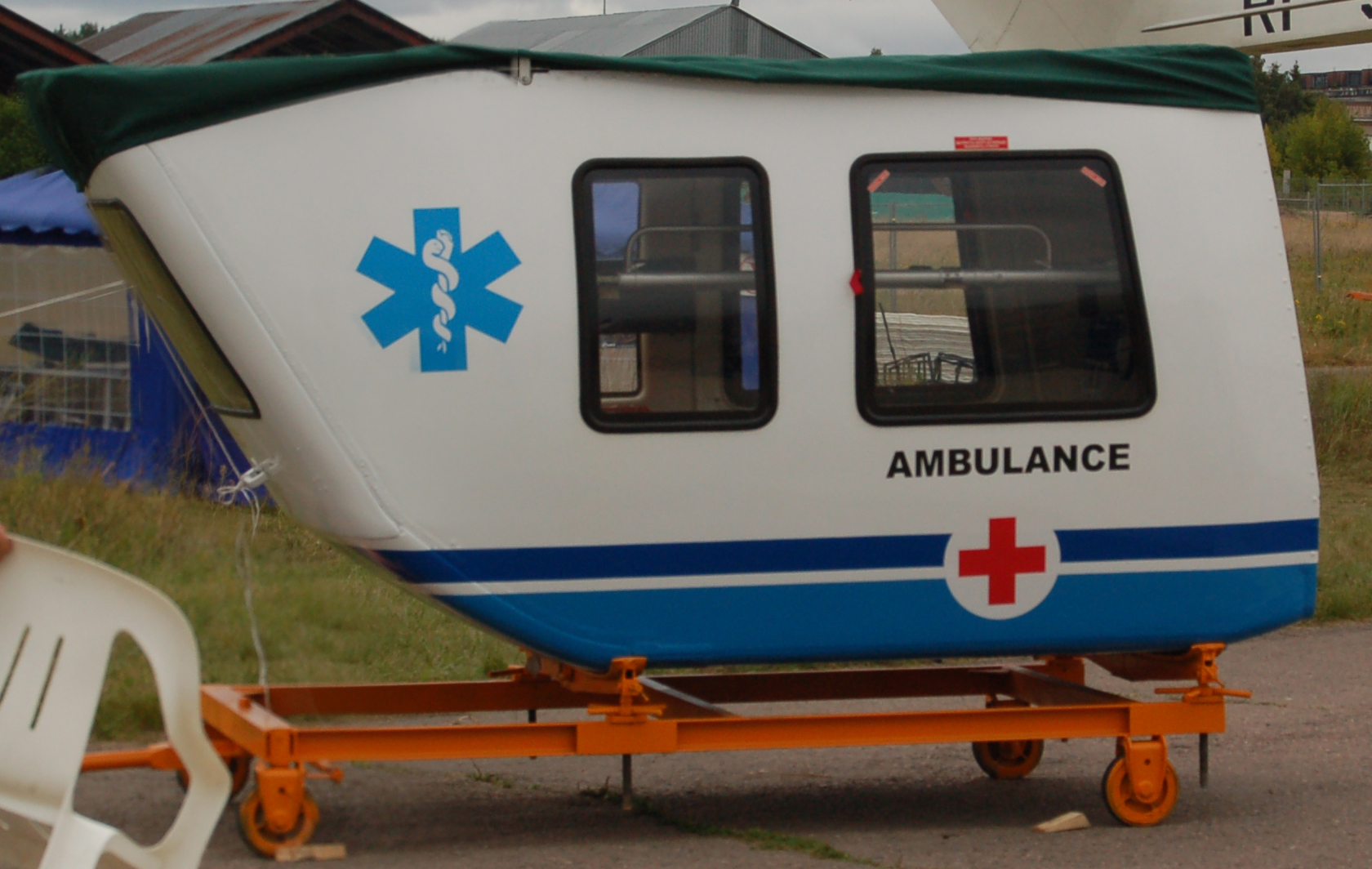
Module ambulance d'un Ka-226

Le design du KA-226 est issu d'un rafraîchissement du Ka-26 déjà éprouvé, avec des modules de mission interchangeables.
L'appareil est équipé d'un nouveau système de rotor, d'un nez permettant une visibilité accrue et d'une nouvelle cabine passagers. Le Ka-226 dispose également d'un nouveau système de transmission et est fabriqué en grande partie à partir de matériaux composites.
L'hélicoptère est équipé de rotors coaxiaux Kamov, ce qui rend le Ka-226 très maniable et élimine le besoin d'un rotor de queue.

## Versions

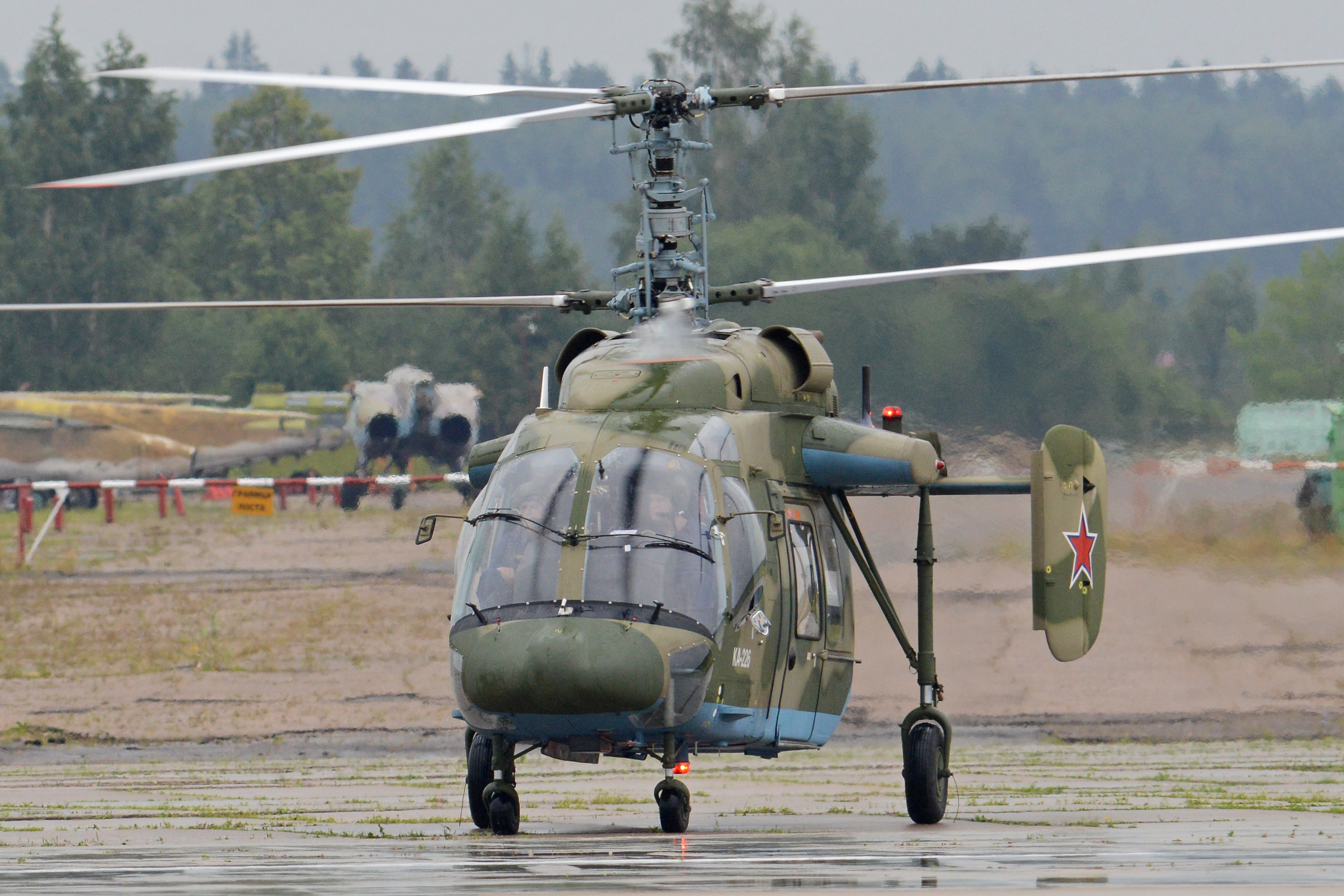
Ka-226T russe au roulage

Des programmes de recherche et sauvetage (SAR), de secours médical, de secours en cas de catastrophe et de patrouille ont été mis au point pour le ministère russe des Situations d'urgence. Des variantes d'ambulance aérienne, de police et de lutte contre les incendies ont été développées pour le gouvernement russe.
- Ka-226

Hélicoptère polyvalent
- Ka-226 AG

Versions spécifique à Gazprom
- Ka-226 T

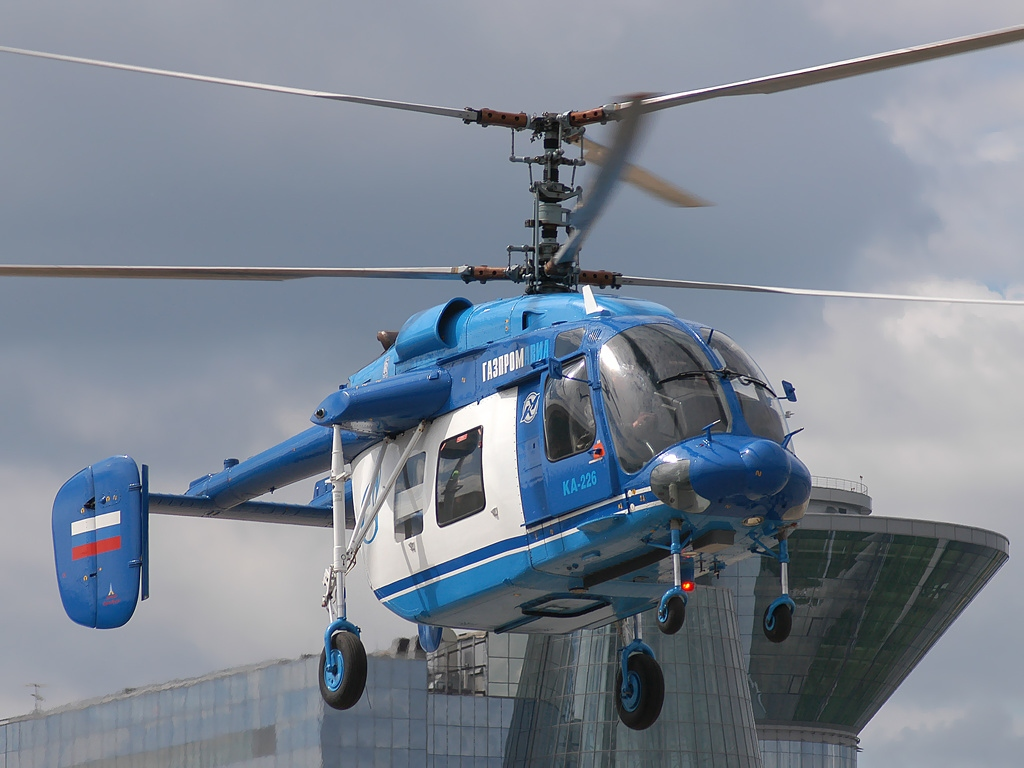
Ka-226 AG de Gazpromavia

Au lieu des moteurs Rolls-Royce 250C, cette variante est équipée du Turbomeca Arrius 2G1 plus puissant. Chaque moteur augmente le plafond de service à environ 7 000 m, ce qui améliore le fonctionnement à haute altitude et à haute température. Cette version est dotée d'une nouvelle avionique avec des affichages multifonctionnels, un système de contrôle automatique, un système de navigation et un radar. 
Il peut être équipé d'un système de treuillage, d'une élingue, d'un projecteur et d'un réservoir de carburant externe supplémentaire. 
Pour les missions de recherche et de sauvetage, l'hélicoptère peut être équipé d'un module médical.
- Ka-226 TG

Version spécifique du Ka-226 T pour Gazprom

## Utilisateurs
Russie :
- Armée de l'air : 36[9],[10],[11]
- Service Fédéral de Sécurité : 6

## Contrat annulé
Inde (les livraisons étaient prévues en 2019),:
- Armée de Terre : 133[13]
- Armée de l'air : 64[13]

## Caractéristiques (Ka-226T)
Informations Kamov

### Caractéristiques générales
- Équipage : 1/2
- Passagers : 7
- Longueur : 8,1 m
- Diamètre du rotor principal : 2 × 13 m
- Hauteur : 4,15 m
- Poids brut : 3 800 kg
- Groupes turbomoteurs (GTM) : 2 × Turbomeca Arrius 2G1, 435 kW (580 ch) chacun

### Performances
- Vitesse maximale : 250 km/h
- Vitesse de croisière : 220 km/h
- Autonomie : 600 km
- Plafond de service : 6 200 m
- Plafond de vol stationnaire : 4 600 m